# Taidō
Taidō (taidou / taido / taidou / taidoh 躰道, Thể đạo) là một môn võ thuật của Nhật Bản được giới thiệu vào năm 1965 bởi Shukumine Seiken (1925 - 26 tháng 11 năm 2001). Taidō có nghĩa là "con đường của cơ thể", có nguồn gốc từ karate truyền thống của Okinawa. Ngày nay, Taidō được truyền bá tại Nhật Bản, Thụy Điển, Phần Lan, Bồ Đào Nha, Đan Mạch, Na Uy, Pháp, Đức, Anh, Hà Lan, Úc, Canada và Hoa Kỳ.

## Thành lập

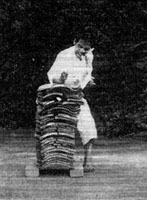
Shukumine Seiken, người sáng lập Taidō, đã tìm cách khắc phục những hạn chế của karate bằng cách phát triển Taidō linh hoạt hơn.

Vị sáng tổ của Taidō, Shukumine Seiken, cho rằng các môn phái võ thuật, đặc biệt là karate, không thích nghi với nhu cầu của một thế giới đang thay đổi. Vì vậy, ông đã phát triển một môn phái karate riêng, gọi là Genseiryū, vào khoảng những năm 1950. Về sau, Seiken Shukumine đã bị thuyết phục rằng những hạn chế của karate nằm ở chế độ luyện tập quá mô thức. Ông đã sáng tạo ra những cách thức phòng thủ linh hoạt và phổ quát hơn, từ đó giới thiệu một môn võ mới lấy tên là "Taidō".
Các kỹ thuật của Taidō có nhiều sự đổi mới: bao gồm các động tác xoay và xoắn, vận động, bộ pháp nhanh và hiệu quả, và thay đổi tư thế cơ thể. Mục đích của Taidō là ứng dụng phương pháp khoa học và tiếp nối các giá trị truyền thống vào sự phát triển của võ thuật. Theo vị sáng tổ, mục đích cuối cùng của Taidō là trang bị cho các môn sinh của mình có thể thích nghi hoạt động ở cường độ cao trong xã hội.

## Thi đấu
Các dạng thứ thi đấu trong Taidō bao gồm Jissen (giao đấu), Hokei (tương tự như kata trong karate) và Tenkai, là một dạng thi đấu biểu diễn, trong đó một "cao thủ" đánh bại năm đối thủ khách trong một trận đấu 30 giây. Trong thi đấu Tenkai, các giám khảo cho điểm cho các đội thi đấu theo cách tương tự như trượt băng nghệ thuật.

### Jissen
Taido là một môn võ thi đấu bán tiếp xúc. Trong một trận đấu taido, để giành chiến thắng trước đối thủ, võ sinh phải là người đầu tiên ghi được điểm trọn vẹn (ippon) hoặc có nhiều điểm hơn khi thời gian kết thúc. Một đòn đánh tốt phải có kỹ thuật phù hợp và hợp lệ, thời gian, mục tiêu, chính xác và tiếng thét kiai đi kèm với đòn thế. Đầu không được xem là một mục tiêu hợp lệ. Ngoài ra, các cú đánh không được hạ gục người khác, mà chỉ đơn giản là chỉ ra điểm yếu trong phòng thủ của đối phương.
Đòn đá hoặc đấm chỉ là một ippon khi nó được thực hiện từ chuyển động taido thích hợp, có kiểm soát, chạm vào thân của đối thủ và rút ngay về vị trí ban đầu. Tuy nhiên, trong nhiều trường hợp, một đòn đánh không hoàn hảo có thể được chấm nửa điểm (wazari) hoặc một phần tư điểm (yuko), tương tự như trong thi đấu judo.
Thi đấu taido không phân ra hạng cân, bởi vì một taidoka phải có khả năng chiến đấu chống lại tất cả và bất kỳ loại đối thủ nào

### Hokei
Quyền pháp là một phần của võ thuật, và được tạo thành từ các kỹ thuật cơ bản khác nhau. Chúng giúp rèn luyện cơ bản, phát triển cả kỹ thuật, sức mạnh, tốc độ và kiểm soát cơ thể. Trong taido, hệ thống quyền pháp gọi là hokei.
Có 10 hokeis cơ bản trong taido.

### Dantai jissen
Dantai jissen, còn gọi là giao đấu theo đội, là dạng thi đấu giữa hai đội năm đối thủ giao đấu. Đối với nữ có thể có các đội 3 người. Các trận đấu được diễn ra riêng lẻ và đội tích lũy được nhiều chiến thắng hơn.

### Dantai Hokei
Dantai hokei là dạng thi đấu quyền pháp đồng đội, thực hiện bởi năm võ sinh cùng biểu diễn.

### Tenkai
Tenkai là hình thức thi đấu biểu diễn mà một võ sinh trung tâm (shuyaku) phòng thủ và phản công chống lại 5 võ sinh khác (wakiyaku) trong vòng từ 25 đến 30 giây.

## Thông tin thêm
Taidō không liên quan đến Shintaido.
Taidō không liên quan đến Taido (tiếng Nhật: 太道, Thái đạo; được một số người đọc là 'futoudo').